# Congochromis sabinae
Congochromis sabinae es una especie de peces de la familia Cichlidae en el orden de los Perciformes.

## Morfología
- Los machos pueden llegar alcanzar los 5,2 cm de longitud total[2] y las hembras  3,86.
- Número de  vértebras:24-25.[3]

## Hábitat
Vive en zonas de clima tropical.

## Distribución geográfica
Se encuentra en el río Congo y en Gabón.